# Liste der Wappen im Landkreis Kronach
Die Liste der Wappen im Landkreis Kronach zeigt die Wappen der Gemeinden im bayerischen Landkreis Kronach.

## Landkreis Kronach

Landkreis Kronach Gespalten durch eine gesenkte, aufsteigende und eingeschweifte blaue Spitze, darin ein goldenes Wasserrad; vorne in Gold ein mit einem silbernen Schrägbalken überdeckter linksgewendeter, rot bewehrter schwarzer Löwe, hinten in mit roten Herzen bestreutem goldenen Feld ein rot gekrönter und rot bewehrter schwarzer Löwe.
Lage des Landkreises Kronach in Bayern
Lage des Landkreises Kronach in Deutschland

## Städte, Märkte und Gemeinden

Stadt Kronach Geteilt von Silber und Rot; oben ein grüner Lorbeerkranz, beseitet von zwei roten heraldischen Rosen; unten nebeneinander eine silberne Mauerkrone und eine goldene Lagerkrone über einer silbernen heraldischen Rose.
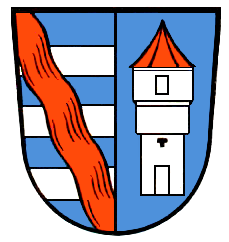
Markt Küps Gespalten; vorne in Blau drei silberne Balken, überdeckt mit einem roten Schrägwellenbach; hinten in Blau ein rot bedachter silberner Turm.
Stadt Ludwigsstadt In Silber auf grünem Boden stehend der Erzengel Michael im langen, roten Gewand mit goldenen Flügeln; er hält in der Rechten einen silbernen Stab mit goldenem Kreuz, mit der Linken eine goldene Waage, in deren gesenkter Schale ein nackter Mensch, in der erhöhten ein Teufel sitzt.
Markt Marktrodach Unter von Silber und Schwarz geviertem Schildhaupt in Rot ein silberner Einhornrumpf beseitet von je einem schräg gestellten silbernen Floßhaken.
Markt Mitwitz Geteilt und oben gespalten; oben vorne in Gold ein linksgewendeter, mit einer silbernen Schräglinksleiste überdeckter, rot bewehrter schwarzer Löwe; hinten in Gold der schwarz gekleidete Rumpf eines bärtigen Mannes mit schwarzer Zipfelmütze, an deren Spitze ein sechsstrahliger roter Stern hängt; unten in Schwarz auf goldenem Boden nebeneinander vier goldene Laubbäume.
Markt Nordhalben Geteilt und oben gespalten; oben vorne in Gold ein linksgewendeter, mit einer silbernen Schräglinksleiste überdeckter, rot bewehrter schwarzer Löwe; hinten in Gold der wachsende, schwarz gekleidete Rumpf eines bärtigen Mannes mit schwarzer Zipfelmütze, an deren Spitze ein sechsstrahliger roter Stern hängt; unten in Silber auf grünem Boden nebeneinander vier grüne Laubbäume.
Markt Pressig Unter blauem Schildhaupt, darin nebeneinander drei silberne heraldische Lilien, in Silber ein wachsender Bauer mit blauem Mantel, roter Weste, schwarzer Hose und schwarzem Hut, der in der rechten Hand zwei schräg gekreuzte goldene Ähren hält, daneben links ein sechsstrahliger roter Stern.
Gemeinde Reichenbach In Blau über einem gesenkten silbernen Wellenbalken schräg gekreuzt ein goldener Bergmannshammer und ein goldener Schieferdeckerhammer, dahinter ein aufrechter, durchgehender, linksgewendeter goldener Krummstab.
Gemeinde Schneckenlohe Durch eine gesenkte eingeschweifte rote Spitze, darin ein silberner Henkelkorb, gespalten; vorne siebenmal geteilt von Blau und Silber, belegt mit einem schräglinken, gebogenen roten Rautenkranz, hinten siebenmal geteilt von Gold und Schwarz, belegt mit einem schrägen, gebogenen roten Rautenkranz.
Gemeinde Steinbach a. Wald In Blau ein gesenkter, silberner Wellenbalken, überdeckt von einem goldenen Kelch, aus dem ein goldener Abtstab wächst; beseitet rechts von einer silbernen heraldischen Lilie, links von drei, eins zu zwei gestellten silbernen Kugeln.
Markt Steinwiesen Gespalten und vorne geteilt von Grün und Silber; oben ein silberner Steinblock, unten ein roter Schrägwellenbalken; hinten in Gold ein mit einer silbernen Schrägleiste überdeckter, rot bewehrter schwarzer Löwe.
Gemeinde Stockheim Durch eine gesenkte, eingeschweifte rote Spitze, darin schräg gekreuzt ein silberner Schlägel und ein silberner Hammer, gespalten; vorne in Gold ein bärtiger Männerrumpf in schwarzem Kleide mit weißem Kragen und weißgestülptem schwarzen Spitzhut, dessen herabhängende Spitze mit einem sechsstrahligen roten Stern bedeckt ist, hinten fünfmal geteilt von Schwarz und Gold, überdeckt von einem schrägen gebogenen grünen Rautenkranz.
Markt Tettau Über von Silber und Schwarz geviertem Schildfuß gespalten von Rot und Silber; vorne eine silberne Henkelvase, hinten drei im Dreipass gestellte rote Schlüssel.
Stadt Teuschnitz In Rot eine silberne Zinnenmauer mit zwei Rundbogenfenstern, dazwischen ein goldenes Schildchen, darin ein mit einer silbernen Schrägleiste überdeckter, rot bewehrter schwarzer Löwe; über der Mauer zwei silberne Türme mit blauen Zeltdächern und je zwei seitlichen Erkern im Obergeschoß mit blauen Spitzdächern.
Gemeinde Tschirn Geteilt von Blau und Gold; oben das Brustbild des silbern gekleideten und golden nimbierten heiligen Jakobus, der in der Rechten einen goldenen Pilgerstab und in der Linken ein goldenes Kreuz hält; auf der Brust eine rote Pilgermuschel; unten nebeneinander zwei bewurzelte schwarze Nadelbäume.
Stadt Wallenfels Gespalten von Gold und Silber; vorne ein mit einer silbernen Schrägleiste überdeckter, rot bewehrter schwarzer Löwe; hinten auf dreiteiligem silbernen Felsenberg nebeneinander drei grüne Laubbäume.
Gemeinde Weißenbrunn Gespalten von Silber und Rot; vorne nebeneinander ein aufrecht stehender grüner Hopfenzweig und eine grüne Ähre; hinten eine nackte silberne Nixe mit blauem Schuppenschwanz, den sie mit der Linken hält.
Gemeinde Wilhelmsthal Geteilt von Blau und Silber; oben ein schreitender goldener Löwe, unten nebeneinander zwei rote Schafscheren.

## Ehemalige Gemeinden mit eigenem Wappen

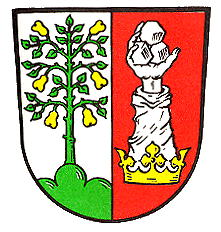
Gemeinde Birnbaum Gespalten von Silber und Rot; vorne auf grünem Dreiberg ein grüner Birnbaum mit sechs goldenen Früchten, hinten ein aus einer goldenen Laubkrone wachsender silberner Arm mit drei silbernen Steinen in der Hand.
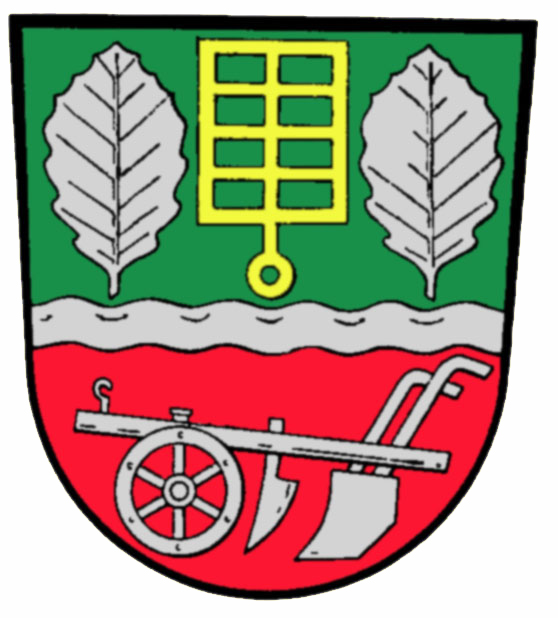
Gemeinde Buchbach Von Grün und Rot geteilt durch einen silbernen Wellenbalken; oben ein goldener Rost beseitet von zwei silbernen Buchenblättern; unten ein silberner Pflug.
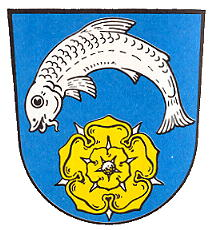
Gemeinde Fischbach In Blau über einer goldenen heraldischen Rose ein gekrümmter silberner Fisch.
Gemeinde Förtschendorf In Blau schräg gekreuzt ein goldener Zweispitzpickel und ein goldener Schöpfkübel, belegt mit einer gesenkten silbernen heraldischen Lilie.[2]
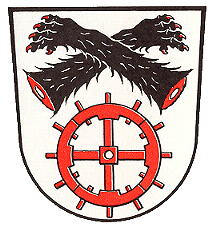
Gemeinde Friesen In Silber schräg gekreuzt zwei rot bewehrte schwarze Bärentatzen über einem roten Sägmühlenrad.
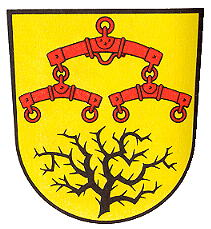
Gemeinde Geuser In Gold eine rote Geschirrwaage über einem schwarzen Dornstrauch.
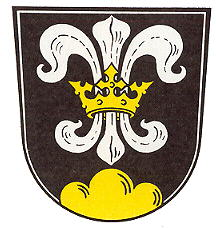
Gemeinde Glosberg In Schwarz über goldenem Dreiberg eine silberne heraldische Lilie mit einer goldenen Krone statt des Ringes.
Gemeinde Gundelsdorf Durch eine eingeschweifte silberne Spitze, darin eine rote Rose, gespalten von Blau und Rot, in den Oberecken je ein silberner Dachziegel.[6]
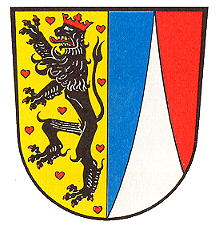
Gemeinde Haßlach b.Kronach Gespalten; vorne in mit roten Herzen bestreutem goldenen Feld ein rot gekrönter und rot bewehrter schwarzer Löwe; hinten durch eine eingeschweifte silberne Spitze gespalten von Blau und Rot.
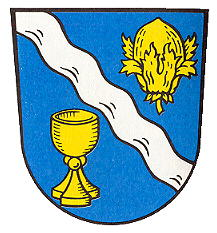
Gemeinde Haßlach b.Teuschnitz In Blau ein silberner Schrägwellenbalken, darüber eine goldene Haselnuss, darunter ein goldener Kelch.
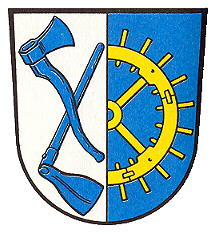
Gemeinde Heinersberg Gespalten von Silber und Blau; vorne schräg gekreuzt eine blaue Fällaxt und eine blaue Schlaghacke mit dem Blatt nach unten, hinten ein halbes goldenes Mühlrad am Spalt.
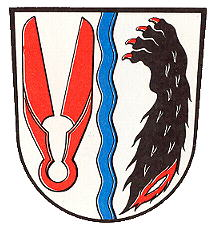
Gemeinde Hesselbach In Silber ein schmaler blauer Wellenpfahl, vorne eine rote Schafschere, hinten eine rot bewehrte schwarze Bärentatze mit rotem Stumpf.
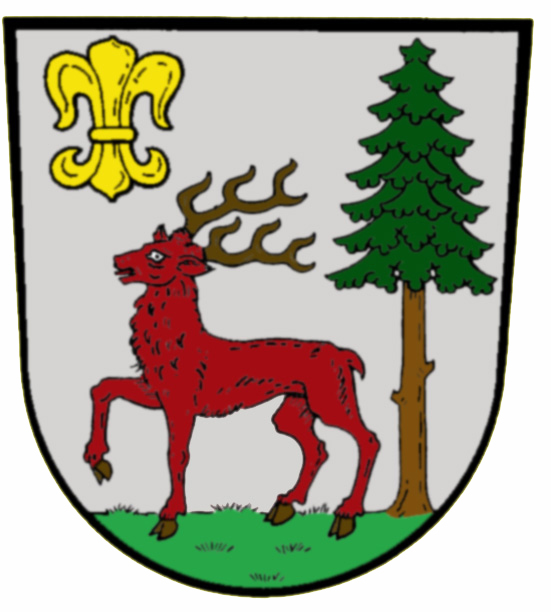
Gemeinde Hirschfeld In Silber auf grünem Boden ein schreitender roter Hirsch, beseitet links von einem grünen Nadelbaum; im rechten Obereck eine goldene Lilie.
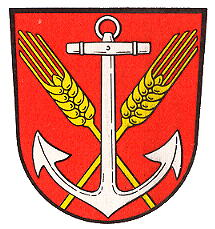
Gemeinde Höfles In Rot schräg gekreuzt zwei wachsende goldene Ähren, überdeckt von einem silbernen Floßanker.
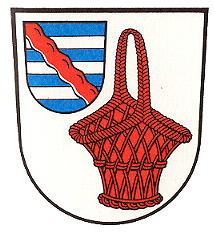
Gemeinde Johannisthal In Silber ein roter Henkelkorb, darüber im rechten Obereck ein blaues Schildchen mit drei silbernen Balken, überdeckt mit einem roten Schrägwellenbalken.
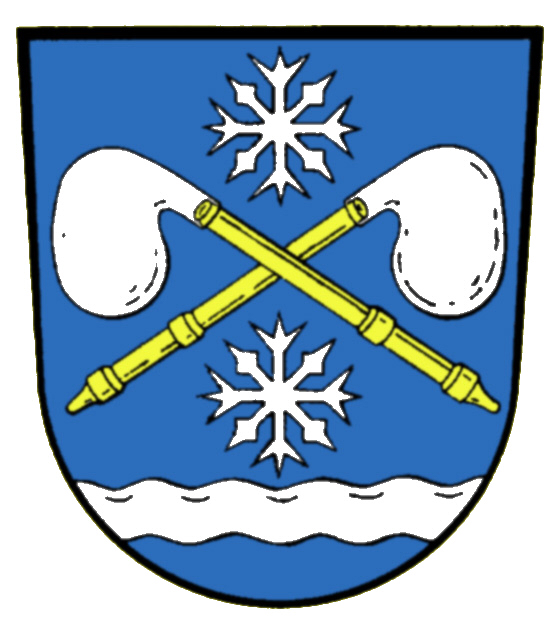
Gemeinde Kehlbach In Blau über einem gesenkten silbernen Wellenbalken zwei schräg gekreuzte goldene Glaspfeifen mit silbernem Glas, beiseitet im oberen und unteren Winkel der Glasbohrrohre von einem silbernen Schneekristall.
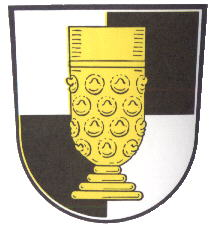
Gemeinde Kleintettau Der Vierung von Silber und Schwarz aufgelegt ein goldenes Noppenglas.
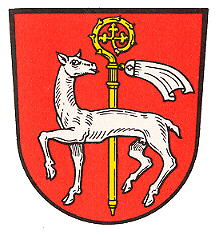
Gemeinde Lahm In Rot eine schreitende silberne Hindin mit linksgewendetem Kopf, der ein goldener Bischofsstab mit silbernem Schweißtuch unterlegt ist.
Gemeinde Langenau In Silber eine gestürzte, eingeschweifte rote Spitze, belegt mit drei im Dreipass gestellten goldenen Schlüsseln mit rechtsgewendeten Bärten.[15]
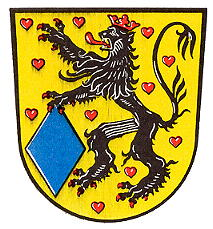
Gemeinde Lauenstein In mit roten Herzchen bestreutem goldenen Schild ein rot gekrönter und rot bewehrter schwarzer Löwe, der sich mit der linken Vorderpranke auf eine senkrecht stehende blaue Raute stützt.
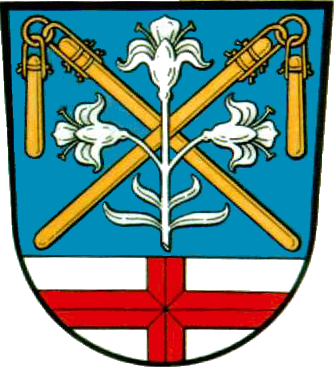
Gemeinde Marienroth Über silbernem Schildfuß, darin ein durchgehendes rotes Balkenkreuz, in Blau drei aus einem Stängel wachsende, silberne natürliche Lilien, denen zwei schräg gekreuzte goldene Dreschflegel unterlegt sind.
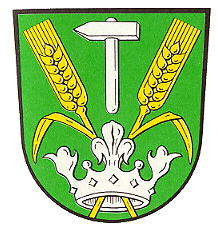
Gemeinde Neuengrün In Grün zwei schräg gekreuzte, wachsende, goldene Ähren, die an der Kreuzung durch eine silberne Lilienkrone geführt sind; darüber ein senkrecht stehender silberner Bergmannshammer.
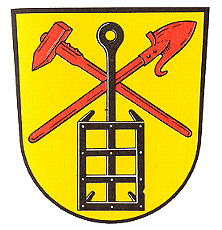
Gemeinde Neufang In Gold schräg gekreuzt ein langstieliger roter Bergmannshammer und eine rote Hirtenschaufel, an der Kreuzung überdeckt vom Griff eines senkrecht stehenden schwarzen Rostes.
Gemeinde Neuses Gespalten von Gold und Blau; vorne ein stehender, schwarz gekleideter Flößer mit schwarzem Hut, der in der Rechten einen abwärts gekehrten silbernen Floßhaken hält; hinten drei silberne Balken, überdeckt mit einem roten Schrägwellenbalken.[20]
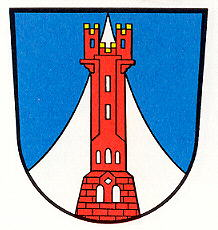
Gemeinde Oberlangenstadt In Blau eine eingeschweifte silberne Spitze, überdeckt mit einem aus dem unteren Schildrand wachsenden roten Schlossturm mit breitem Quaderunterbau und goldenen Zinnen.
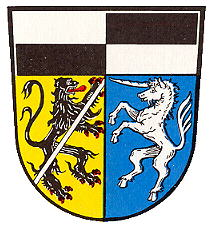
Gemeinde Oberrodach Unter einem von Silber und Schwarz gevierten Schildhaupt gespalten von Gold und Blau; vorne ein linksgewendeter, mit einer silbernen Schräglinksleiste überdeckter, rot bewehrter schwarzer Löwe; hinten ein silbernes Einhorn.
Gemeinde Reitsch In Schwarz zwei schräg gekreuzte goldene Schultheißenstäbe, überdeckt mit der fünfmal von Schwarz und Gold geteilten und mit einem schrägen, gebogenen grünen Rautenkranz belegten sächsischen Fahne an silberner Querstange.[23]
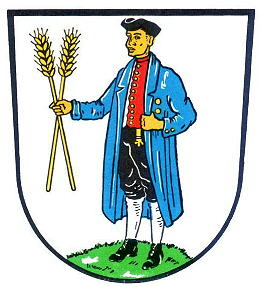
Gemeinde Rothenkirchen In Silber auf grünem Boden stehend ein Bauer mit blauem Mantel, roter Weste, schwarzer Hose und schwarzem Hut, der in der Rechten zwei schräg gekreuzte goldene Halme mit Getreideähren hält.
Gemeinde Schmölz Geteilt von Silber und Blau; oben ein rotes Schloss mit zwei seitlichen Spitztürmen, unten ein waagrecht liegender silberner Rost.[25]
Gemeinde Schnaid Gespalten von Gold und Blau; vorne ein aufrechtes schwarzes Sägeblatt; hinten drei, zwei zu eins gestellte silberne Kolben.[26]
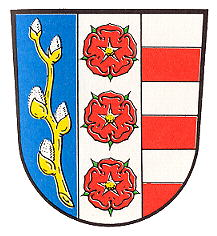
Gemeinde Seelach Zweimal gespalten; vorne in Blau ein goldener, silbern blühender Weidenzweig, in der Mitte in Silber übereinander drei rote heraldische Rosen mit goldenen Butzen und grünen Kelchblättern; hinten fünfmal geteilt von Silber und Rot.
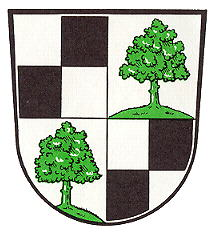
Markt Seibelsdorf Geviert; 1 und 4: wieder geviert von Silber und Schwarz; 2 und 3: in Silber auf grünem Boden ein grüner Laubbaum.
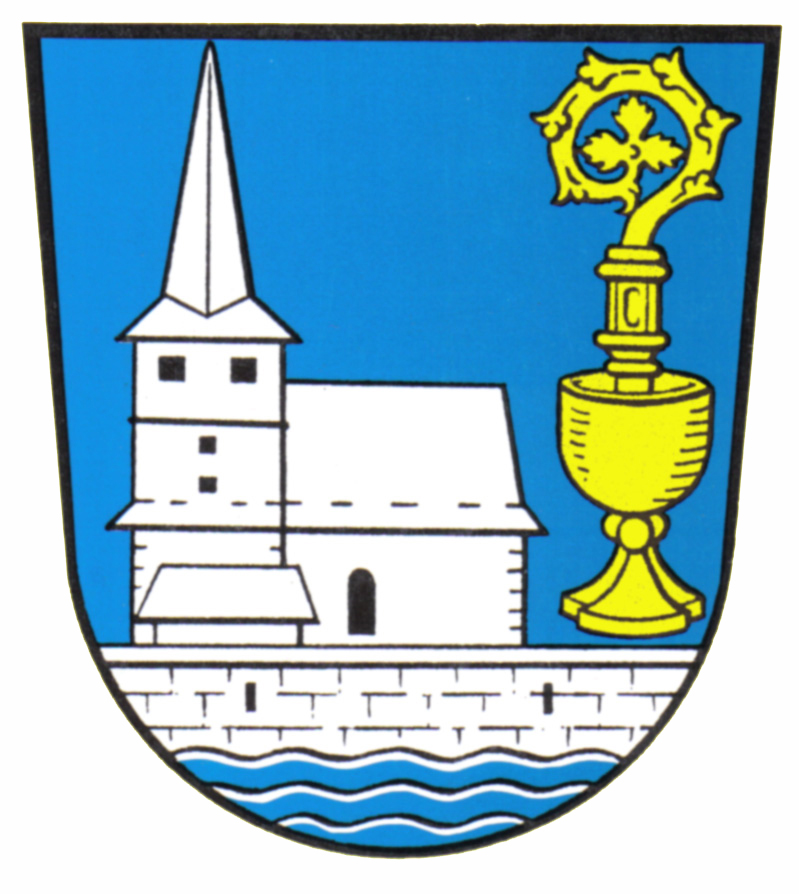
Gemeinde Steinbach a. Wald Über blauem Wellenschildfluss eine durchgehende silberne Mauer, darüber in Blau nebeneinander eine wachsende eintürmige Wehrkirche in Seitenansicht und ein goldener Kelch mit daraus wachsendem goldenem Abtstab.
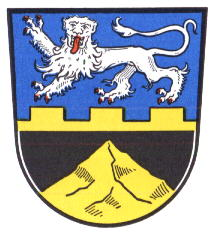
Gemeinde Steinberg Geteilt durch einen goldenen Zinnenbalken in Blau und Schwarz; oben ein herschauender, rot bewehrter silberner Löwe; unten ein aus dem Schildfuß aufsteigender goldener Berg in Dreiecksform.
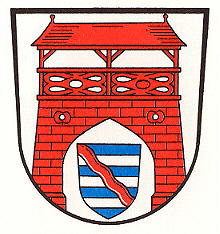
Gemeinde Theisenort In Silber ein roter Torbau mit offenem Wehrgang; in der Toröffnung ein blaues Schildchen, darin drei silberne Balken, überdeckt mit einem roten Schrägwellenbalken.
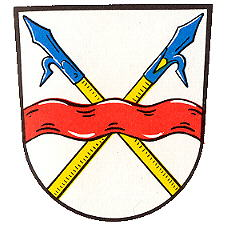
Gemeinde Unterrodach In Silber zwei schräg gekreuzte blaue Flößerhaken an aus dem unteren Schildrand wachsenden goldenen Stangen, überdeckt mit einem roten Wellenbalken.
Gemeinde Vogtendorf In Rot ein silbernes Hauszeichen, im Obereck ein achtstrahliger goldener Stern.[31]
Gemeinde Welitsch Gespalten von Rot und Silber; vorne ein silberner Balken, hinten eine rote heraldische Lilie.[32]
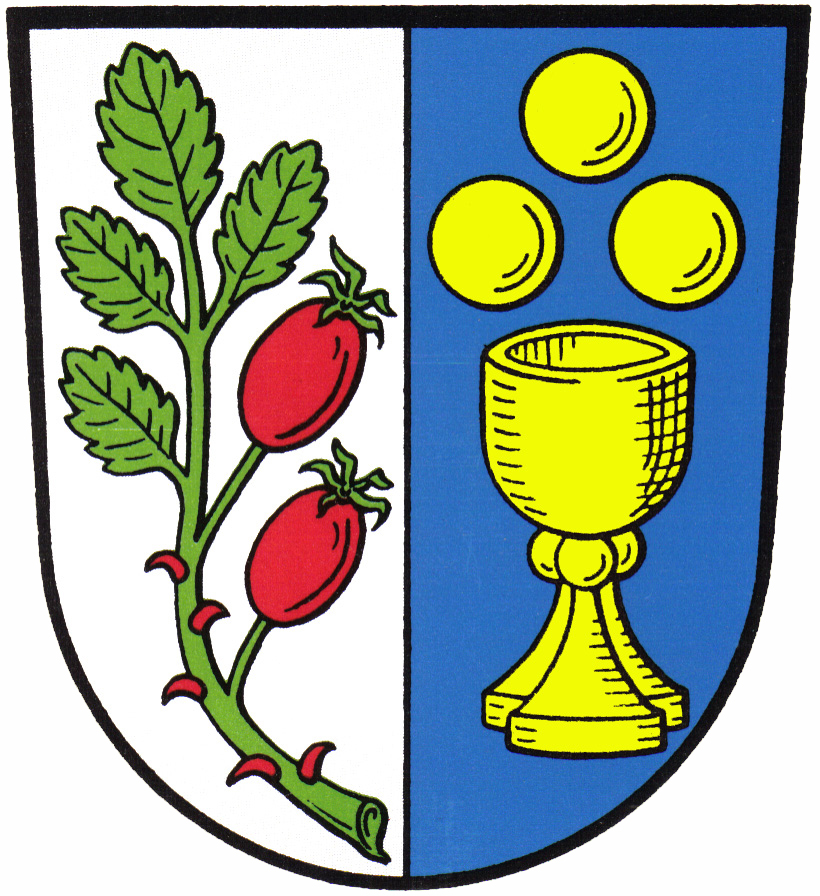
Gemeinde Windheim Gespalten von Silber und Blau; vorne ein grüner Hagebuttenzweig mit zwei roten Früchten und roten Dornen, hinten unter drei, eins zu zwei gestellten goldenen Kugeln ein goldener Kelch.
Gemeinde Wolfersgrün In Grün ein silberner Balken, darin ein durchgehendes rotes Balkenkreuz; oben ein silberner Hemmschuh, unten eine waagrecht liegende silberne Hirschstange.[34]
Gemeinde Wötzelsdorf In Blau oben der Rumpf eines silbernen Einhorns, darunter schräg gekreuzt zwei goldene Ähren.[35]
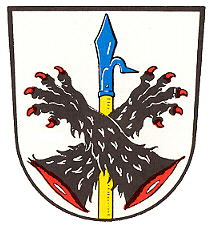
Gemeinde Zeyern In Silber zwei schräg gekreuzte, rot bewehrte schwarze Bärentatzen, dahinter ein aufrechter blauer Floßhaken an goldener Stange.